# Germanio
Il germanio è l'elemento chimico di numero atomico 32 e il suo simbolo è Ge. È un elemento del quarto periodo e il terzo nel gruppo del carbonio, collocato tra silicio e stagno, la cui esistenza fu prevista da Mendeleev.
È un metalloide lucido, duro, fragile, bianco-argenteo, dal comportamento chimico intermedio tra quello di Si e quello di Sn. Come quest'ultimo, forma un gran numero di composti organometallici. Come il silicio, è un semiconduttore e per questo in passato fu largamente usato in elettronica per la fabbricazione di diodi e transistor. Insieme al vicino gallio e all'indio, è considerato un elemento di importanza critica in tecnologia.
Fu trovato per la prima volta nel 1886 nel minerale argirodite.

## Caratteristiche
Il germanio ha un aspetto metallico lucido, ha la stessa struttura cristallina del diamante ed è un semiconduttore. Allo stato puro il germanio è cristallino, fragile e mantiene il suo aspetto lustro se esposto all'aria a temperatura ambiente. Tecniche di raffinamento a zona hanno permesso la creazione di germanio cristallino per semiconduttori con solo una parte di impurità su 10 milioni.

## Storia

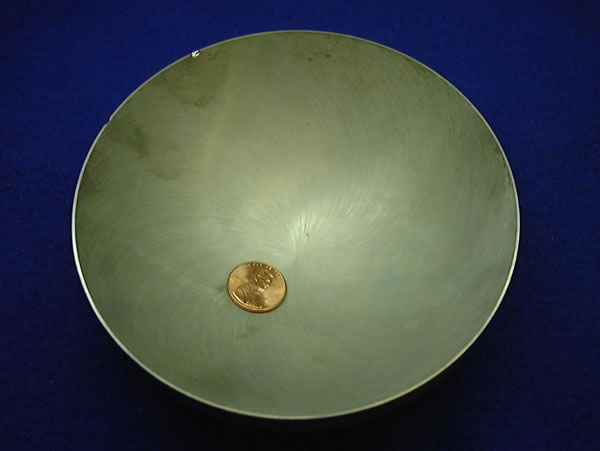
Ciotola in germanio.

Nel 1871 il germanio (dal latino Germania) fu uno degli elementi di cui Dmitrij Mendeleev predisse l'esistenza; poiché nella sua tavola periodica la casella dell'analogo del silicio era vuota, egli predisse che si sarebbe trovato un nuovo elemento che in via provvisoria battezzò ekasilicio. L'elemento in questione fu più tardi scoperto da Clemens Winkler nel 1886. Questa scoperta fu un'importante conferma dell'idea di Mendeleev della periodicità degli elementi.
| Proprietà                          | Ekasilicio        | Germanio          |
| ---------------------------------- | ----------------- | ----------------- |
| massa atomica                      | 72,64             | 72,63             |
| volume atomico                     | 13                | 13,22             |
| densità (g/cm³)                    | 5,5               | 5,35              |
| punto di fusione (°C)              | alto              | 947 °C            |
| colore                             | grigio            | grigio            |
| calore specifico                   | 0,073             | 0,076             |
| Tipo di ossido                     | EsO2, refrattario | GeO2, refrattario |
| densità dell'ossido (g/cm³)        | 4,7               | 4,7               |
| punto ebollizione del tetracloruro | < 100 °C          | 86 °C             |
| densità del tetracloruro           | 1,9               | 1,9               |

Lo sviluppo del transistor al germanio aprì la porta a tantissime applicazioni dell'elettronica allo stato solido: dal 1950 fino al 1970 circa il mercato del germanio per semiconduttori crebbe costantemente. Durante gli anni settanta venne gradualmente sostituito dal silicio, le cui prestazioni come semiconduttore sono superiori anche se richiede cristalli molto più puri, che non potevano essere fabbricati facilmente nei primi anni del dopoguerra. Nel frattempo aumentò moltissimo la domanda di germanio per fibre ottiche per reti di comunicazioni, per sistemi di visione notturna agli infrarossi e catalizzatori per reazioni di polimerizzazione; questi tre usi hanno rappresentato l'85% del consumo mondiale di germanio nel 2000.

## Applicazioni
Diversamente dalla maggior parte dei semiconduttori, il germanio ha un piccolo intervallo di banda proibita, cosa che gli permette di rispondere in modo efficiente anche alla luce infrarossa. Viene quindi usato nella spettroscopia infrarossa e in altri equipaggiamenti ottici che necessitano di rivelatori di infrarossi estremamente sensibili. Le più notevoli caratteristiche fisiche dell'ossido di germanio (GeO2) sono il suo elevato indice di rifrazione e la sua bassa dispersione ottica, che lo rendono specialmente utile nelle lenti degli obiettivi grandangolari delle macchine fotografiche, in microscopia e per il nucleo centrale (core) delle fibre ottiche.
I transistor al germanio sono ancora utilizzati nella costruzione di alcuni effetti a pedale per chitarra elettrica (principalmente riconducibili alla categoria dei Fuzz) dai musicisti che vogliono ricreare il carattere autentico di certe sonorità tipiche del rock degli anni sessanta e settanta.
La lega germaniuro di silicio (SiGe) sta diventando rapidamente un importante materiale semiconduttore per l'uso in circuiti integrati ad alta velocità: i circuiti integrati basati su giunzioni Si-SiGe possono essere molto più veloci di quelli che usano solo silicio. Un'applicazione attuale del germanio è nell'ambito delle memorie a cambiamento di fase, come elemento della lega GeSbTe.
Un'altra applicazione tecnologica del germanio come cristallo singolo ad alta purezza (Hyperpure Germanium, HpGe) è nei rivelatori per spettroscopia gamma, in cui il suo ridotto band gap lo rende più adatto del silicio per rilevare radiazioni gamma ottenendo maggiori risoluzione e sensibilità; tuttavia, al contrario del silicio, il germanio deve essere mantenuto raffreddato alla temperatura dell'azoto liquido (77 K).
Altri usi:
- Come agente legante;
- Come fosforo in lampade fluorescenti;
- Come catalizzatore.

Alcuni composti del germanio hanno bassa tossicità per i mammiferi e molto alta per certi batteri: perciò sono stati creati medicinali basati su questi composti.

## Isotopi
Il germanio (32Ge) è il 53º elemento per abbondanza sulla crosta terrestre (≈ 1,5 ppm).
Di questo elemento si conoscono almeno 32 isotopi, con numeri di massa che vanno da A = 58, ad A = 89. Tra questi, quelli presenti In natura sono i cinque isotopi che seguono, 70Ge (20,37%, spin 0, ) e 72Ge (27,31%, spin 0), 73Ge (7,76%, spin 9/2), 74Ge (36,73%, spin 0, il più abbondante), 76Ge (7,83%, spin 0).

### Isotopi naturali
I primi quattro isotopi naturali sono stabili; l'ultimo, il 76Ge (spin 0), sebbene sia quasi osservativamente stabile, è soggetto al doppio decadimento beta negativo (2β−), che lo trasforma in selenio-76, stabile; l'energia di decadimento Q è di 2.039 keV, con un'emivita stimata in 2,022×1021 anni, circa 100 miliardi di volte l'età stimata dell'Universo.
Dal primo all'ultimo, l'eccesso dei neutroni sui protoni va da 6 a 12.
Il 70Ge è prodotto dai decadimenti di altri nuclidi radioattivi, quali Zn-70 (2β−,1,3×1016 anni) Ga-70 (β−, 21,1 minuti) e As-70 (ε/β+), 52,7 minuti.
Il 72Ge è usato per produrre, tramite reazioni nucleari, i radioisotopi arsenico-72 e selenio-73, che sono usati in abito farmaceutico o medico. Di questo isotopo è noto uno stato metastabile, eccitato di 691,43 keV rispetto al livello fondamentale (72mGa, spin 0, isomero nucleare) che decade allo stato fondamentale emettendo radiazione γ (decadimento gamma), con un'emivita brevissima, 444,2 nanosecondi.
Il 73Ge è l'unico isotopo ad avere uno spin nucleare e, in quanto tale, può essere usato per la risonanza magnetica nucleare del germanio (73Ge-RMN). Tuttavia, il nuclide 73Ge mostra bassa sensitività e il valore del suo spin, maggiore di 1/2, comporta la presenza di momento di quadrupolo nucleare, che non permette di avere alta risoluzione negli spettri, per cui le indagini sono limitate di fatto a molecole molto simmetriche. Di questo isotopo sono noti due stati metastabili, il 73m1Ge, di 13,2845 keV sopra lo stato fondamentale, che si diseccita con emivita di 2,91 microsecondi e il 73m2Ge, di 66,725 keV sopra lo stato fondamentale, che si diseccita con emivita di 499 millisecondi.
Il 74Ge è il più abbondante tra gli isotopi del germanio. La sua irradiazione con neutroni veloci (14-15 MeV) ha due esiti: il germanio-73 (reazione nucleare n,2n) e il gallio-74 (reazione nucleare n,p); reazioni analoghe sono state studiate anche per gli altri isotopi e in tutti i casi sono state acquisite le relative sezioni d'urto.

### Isotopi radioattivi
Il 66Ge (spin 0) decade in modalità mista, cattura elettronica o emissione di positrone (ε/β+, 76,4% / 23,6%), a gallio-66 (Q = 1.077,8 keV; T1/2 = 2,261 ore); il gallio-66 così prodotto è instabile e decade a sua volta in modalità mista (ε/β+) a zinco-66, stabile.
Il 67Ge (spin 1/2-) decade in modalità mista (ε/β+, 6,7% / 90,3%), a gallio-67 (Q = 3.200 keV; T1/2 = 18,9 minuti); il gallio-67 così prodotto è instabile e decade a sua volta per sola cattura elettronica (ε), a zinco-67, stabile.
Il 68Ge (spin 0) decade per cattura elettronica (ε) a gallio-68 (Q = 106,34 keV; T1/2 = 270,95 giorni); il gallio-68 così prodotto è instabile e decade a sua volta in modalità mista, cattura elettronica o emissione di positrone (ε/β+), a zinco-68, stabile.
Il 69Ge (spin 5/2-) decade in modalità mista (ε/β+) a gallio-69, stabile (Q = 1.205 keV; T1/2 = 1,627 giorni).
Il 71Ge (spin 1/2-) decade per cattura elettronica (ε) a gallio-71, stabile (Q = 232,51 keV; T1/2 = 11,43 giorni).
Il 75Ge (spin 1/2-) decade beta negativo (β−) a arsenico-75, stabile (Q = 1.175,98 keV; T1/2 = 1,380 ore = 82,8 minuti).
Il 77Ge (spin 7/2) decade beta negativo (β−) ad arsenico-77 (Q = 2.702,5 keV; T1/2 = 11,305 ore); l'arsenico-77 così prodotto è instabile e decade a sua volta β− a selenio-77, stabile.
Il 78Ge (spin 0) decade beta negativo (β−) ad arsenico-78 (Q = 955,2 keV; T1/2 = 1,472 ore = 88,32 minuti); l'arsenico-78 così prodotto è instabile e decade a sua volta β− a selenio-78, stabile.
Il 79Ge (spin 1/2-) decade beta negativo (β−) ad arsenico-79 (Q = 4.148 keV; T1/2 = 18,98 secondi); l'arsenico-79 così prodotto è instabile e decade a sua volta β− a selenio-79, che poi decade ancora β− a bromo-79, stabile.
Il 80Ge (spin 0) decade beta negativo (β−) ad arsenico-80 (Q = 2.644,1 keV; T1/2 = 29,5 secondi); l'arsenico-80 così prodotto è instabile e decade a sua volta β− a selenio-80, che poi decade ancora (doppio decadimento beta negativo, 2β−) a kripton-80, stabile.

## Disponibilità
Il germanio si trova nell'argirodite (solfuro di germanio e argento), nel carbone, nella germanite, in minerali di zinco e in altri minerali ancora.
Il germanio si ricava commercialmente dalla polvere di lavorazione dei minerali di zinco e dai sottoprodotti di combustione di certi tipi di carbone. Una grande riserva di germanio è costituita dalle miniere di carbone.
Lo si può estrarre anche da altri minerali per distillazione frazionata del suo tetracloruro volatile. Questa tecnica permette la produzione di germanio ultrapuro. Nel 1997 il costo commerciale del germanio è stato di 3 dollari al grammo. Nel 2000 il prezzo del germanio era 1,15 dollari al grammo (o di 1 150 dollari per chilogrammo).